# Christoph Junghans

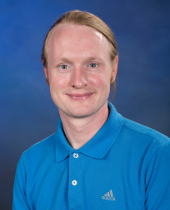
Christoph Junghans, Profilbild vom Los Alamos National Laboratory

Christoph Junghans (* 1982 in Merseburg) ist ein deutscher Computerphysiker und Akademiker, der in den Bereichen Multiskalenmodellierung und rechnergestützten Co-Design arbeitet. Derzeit ist der Leiter der Gruppe für angewandte Informatik am Los Alamos National Laboratory.

## Karriere
Christoph Junghans wurde in Merseburg geboren und hat an der Universität Leipzig und der Johannes Gutenberg-Universität Mainz studiert. Seine Doktorarbeit beschäftigt sich mit Multiskalenmodellierung von Wasser und wurde von Kurt Kremer betreut. Die Diplomarbeit wurde von Wolfhard Janke betreut. Während seines Studiums arbeitete er auch am Forschungszentrum Jülich und der IBM Systems-&-Technology-Gruppe. Christoph Junghans wurde 2011 PostDoc in der Theorie-Abteilung am Los Alamos National Laboratory und dann 2014 wissenschaftlicher Mitarbeiter der Gruppe für angewandte Informatik und seit 2021 deren Gruppenleiter. Er ist einer der wenigen Gruppenleiter ohne amerikanische Staatsbürgerschaft am Los Alamos National Laboratory.
Junghans ist einer der Autoren der VOTCA-Software und hat an mehr als 100 Open-Source-Projekten mitgewirkt. Dies schließt GROMACS, LAMMPS und Gentoo Linux ein.
Seine am häufigsten zitierten Veröffentlichungen befassen sich mit Multiskalenmodellierung, Monte-Carlo-Simulationen der Aggregation von Polymeren sowie Methodenentwicklung für Molekulardynamik-Simulation im Allgemeinen.